# Meiosimyza mihalyii
Meiosimyza mihalyii är en tvåvingeart som beskrevs av Papp 1978. Meiosimyza mihalyii ingår i släktet Meiosimyza och familjen lövflugor. Inga underarter finns listade i Catalogue of Life.